# Jordan Cousins
Patrick John Joseph Roberts (ur. 6 marca 1994 w Greenwich, Londyn) – angielski piłkarz występujący na pozycji pomocnika w Charlton Athletic.